# Karivali
Karivali è una suddivisione dell'India, classificata come census town, di 12.933 abitanti, situata nel distretto di Thane, nello stato federato del Maharashtra. In base al numero di abitanti la città rientra nella classe IV (da 10.000 a 19.999 persone).

## Geografia fisica
La città è situata a 19° 17' 32 N e 73° 02' 23 E.

## Società

### Evoluzione demografica
Al censimento del 2001 la popolazione di Karivali assommava a 12.933 persone, delle quali 9.988 maschi e 2.945 femmine. I bambini di età inferiore o uguale ai sei anni assommavano a 1.231, dei quali 635 maschi e 596 femmine. Infine, coloro che erano in grado di saper almeno leggere e scrivere erano 9.241, dei quali 7.686 maschi e 1.555 femmine.